# آنسن (تگزاس)
آنسن (به انگلیسی: Anson) شهری در ایالت تگزاس از ایالات جنوبی ایالات متحده آمریکا است. در سرشماری سال ۲۰۰۰، جمعیت این شهر ۲٬۵۵۶ نفر اعلام شد. اسم این شهر در سال ۱۸۸۲ از جونس سیتی به آنسن تغییر یافت. این تغییر اسم به افتخار آنسن جونس رئیس جمهور جمهوری تگزاس بود.

## نگارخانه

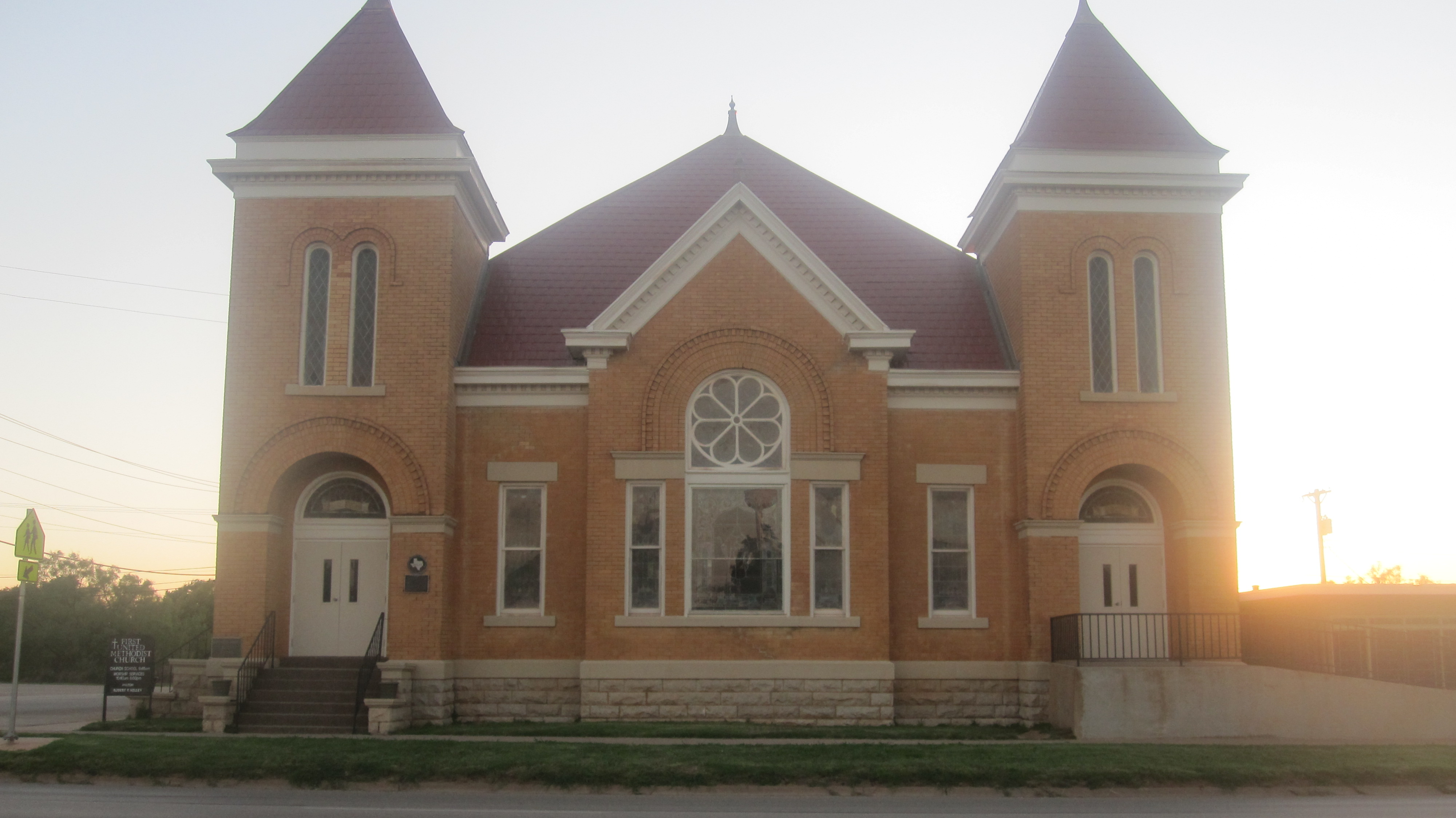
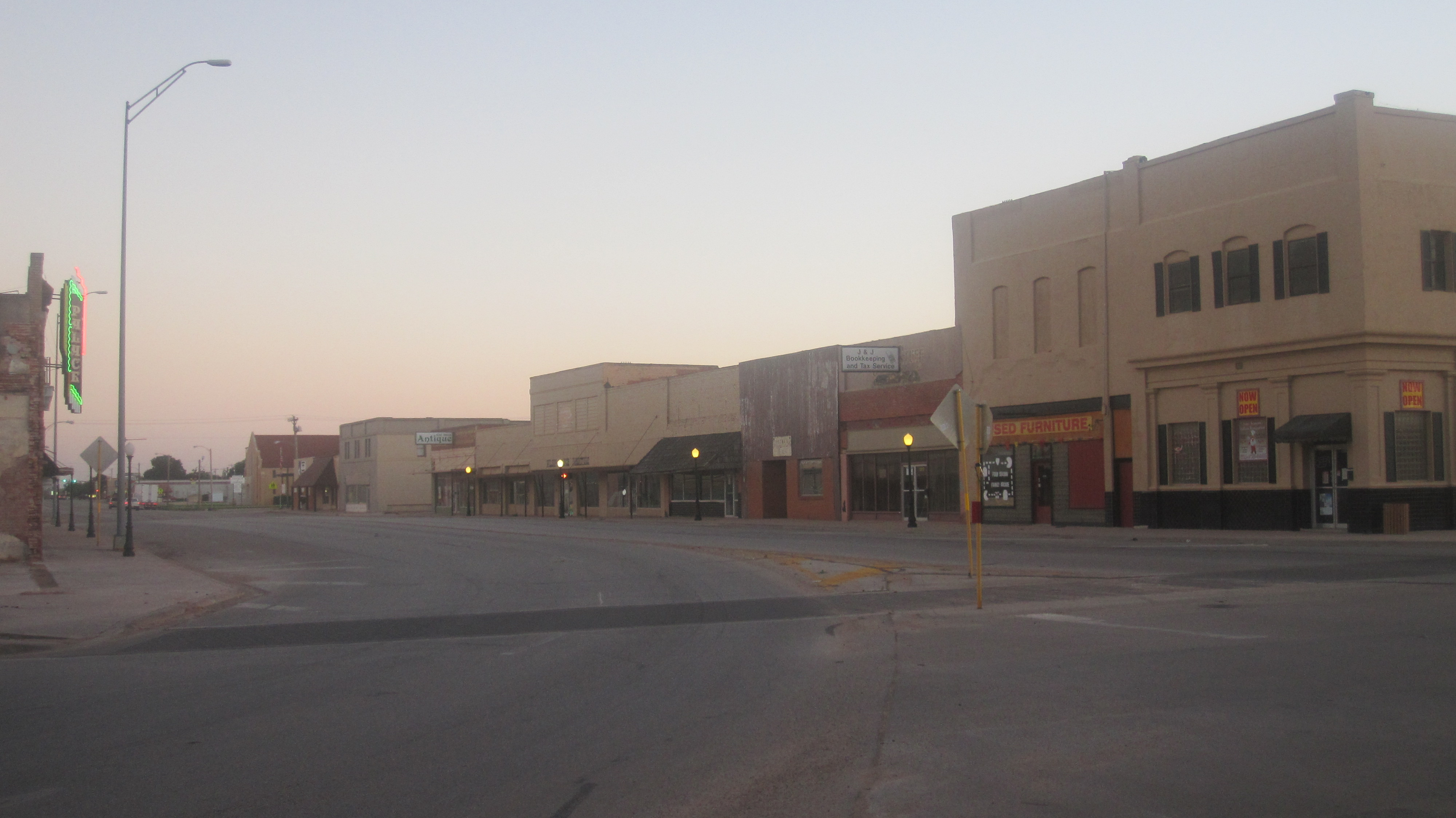
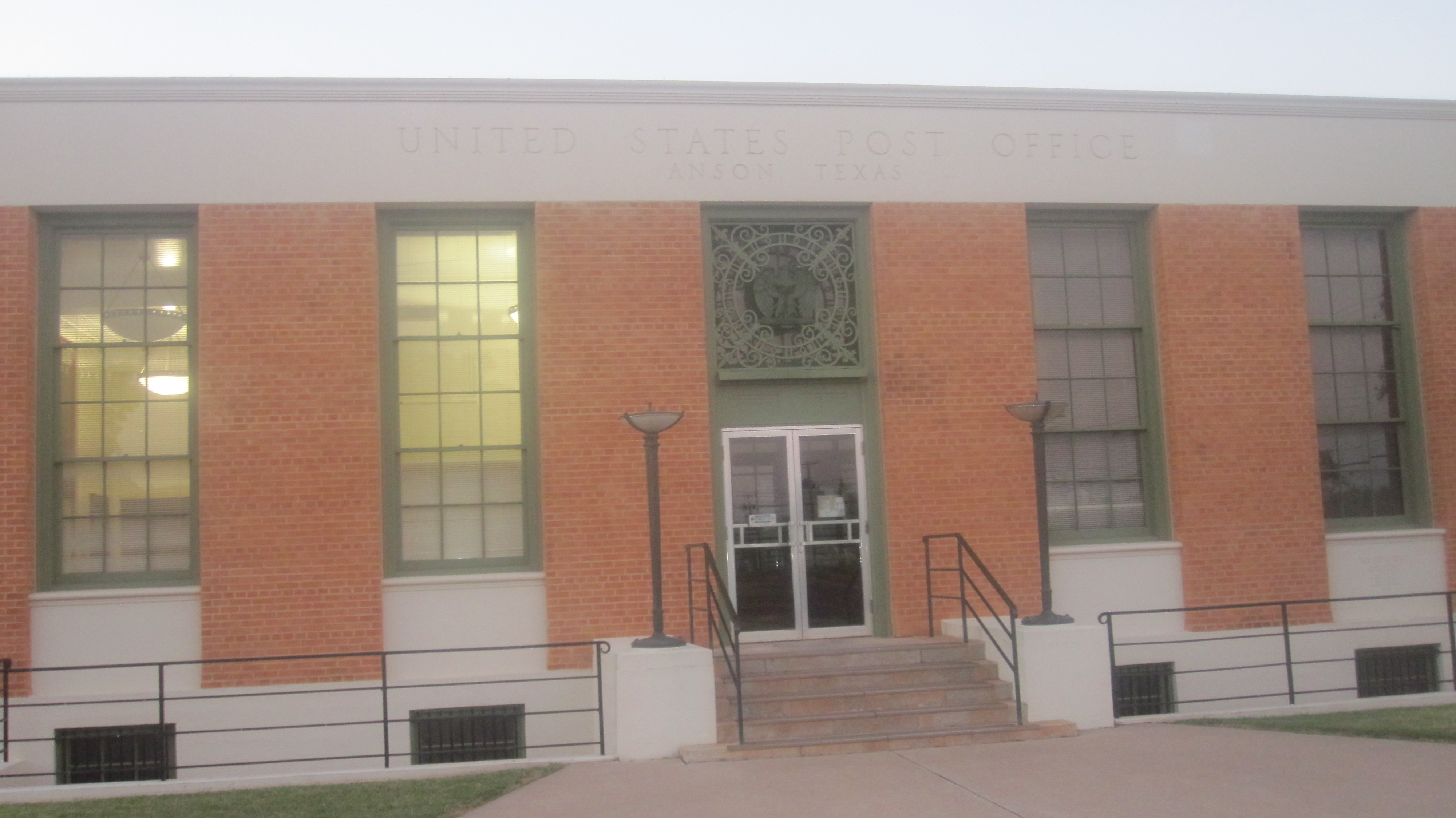